# سی‌بی‌ای
سی‌بی‌ای (انگلیسی: CBA) شرکت خرده‌فروشی مجارستانی است، که در سال ۱۹۹۲ تأسیس شد.